# El Volcán (San Luis)
El Volcán es una localidad del departamento Juan Martín de Pueyrredón, provincia de San Luis, Argentina.
Ubicado al pie de las sierras de San Luis, El Volcán se encuentra a 15 km al noreste de la capital provincial y es una de las últimas localidades del aglomerado del Gran San Luis.
Se destaca en toda la provincia de San Luis por presumir el privilegio de tener tres diques a un paso: Cruz de Piedra, La Estrechura y Potrero de los Funes, un trío de espejos de agua que lo convierten en la "capital acuática puntano". Estos espejos de agua son los únicos del departamento Juan Martín de Pueyrredón.
La localidad se fundó el 29 de agosto de 1943, bajo el mandato del Gobernador de San Luis, Justo Rojo (Interventor federal) durante el gobierno del presidente (de facto) General Pedro Pablo Ramírez. Los primeros pobladores fueron vecinos de la ciudad de San Luis, pertenecientes a las clases altas de la sociedad puntana, quienes adquirieron terrenos y quintas para pasar los fines de semana en la localidad. Con el tiempo muchos de ellos decidieron radicarse en la zona. Desde entonces, El Volcán se destacó como un lugar selecto de veraneo. 
El primer intendente comisionado fue Segundo Adrián Lucero, docente y esposo de la directora de la primera escuela radicada en la localidad; Josefa Cortez.

## Nombre
Desde comienzos del siglo XIX el paraje es conocido como El Volcán pero su nombre sigue siendo un enigma, algunas de las hipótesis son:  
- Las cuevas rojizas del Salto Colorado y un pozo con forma de cráter podrían haber sido refugio y sitio sagrado para los primeros pobladores, evocando un volcán dormido que inspiró la denominación que aún perdura.

- Un topónimo propio del noroeste argentino se refiere a un torrente que arrastra piedras y lodo.[6] Sin embargo, hay otras tres versiones sobre  el mismo, a saber:

- Por su ubicación geográfica, ya que el pueblo está rodeado en su totalidad por cerros, y visto desde la altura pareciera estar dentro de un gran volcán.[7]
- Al color rojizo de sus piedras y su arena color negro ceniza que sugiere la tonalidad de una zona volcánica.[8]
- Los pobladores de la zona creen que antiguamente existió un volcán y que hizo erupción hace miles de años en el actual balneario del Salto Colorado,[9] y a esto se debe el mencionado color de sus piedras y su arena, así como la profundidad del agua.
- Una versión del diccionario Mapuche-Español de Esteban Erize, hace referencia al vocablo (rancülche) "Voolcan", el término significa Abra o Paso entre montañas. Es evidente que el único acceso desde el llano hacia la localidad debió hacerse por el río Volcán... O por el "paso entre las montañas" ese vocablo españolizado podría también ser el origen del nombre de la localidad.[10]

## Población
Contó con 1,775 habitantes (Indec, 2010), lo que representó un incremento del 25% frente a los 1,419 habitantes (Indec, 2001) del censo anterior.
Según el censo 2022 la población total del municipio fue de 3001 personas. En tanto, el número de viviendas registradas fue de 1393.
| Gráfica de evolución demográfica de El Volcán entre 1947 y 2022 |
|                                                                 |
| Fuente: Censos nacionales del INDEC                             |

## Transporte
La complejidad del área geográfico serrano requiere un sistema de transporte y de accesos igualmente complejo y extenso. La localidad no solo necesita un sistema de transporte para quienes habitan en ella, sino también para los habitantes del aglomerado del Gran San Luis que se trasladan a la ciudad principalmente por motivos laborales.
El medio de transporte de mayor uso es el colectivo, que con una línea en servicio interurbano y 2 líneas de servicio interprovincial, que no solo permite conectar diferentes puntos de la localidad sino que también llega a diferentes puntos lindante de la provincia de San Luis. La línea de servicio interurbano es: María del Rosario SRL con frecuencia de 40 min. (ingresa por Av. Pringles- Ex ruta provincial 20, luego de la rotonda de la Virgen de la Guarda cambia de nombre a Autopista El Saladillo). Las líneas interprovinciales: Travelsur SRL y Blanca Paloma SRL con varias frecuencia durante el día (ingresan por Autopista Los Puquios-Ex ruta provincial 9, luego dobla por Autopista El Saladillo con destino a Merlo). 
Autopistas: La localidad cuenta con tres accesos por autopista, que se suman a la gran cantidad de accesos existentes, ya sean puentes o avenidas. Los accesos por autopista son la Autopista Los Puquios que conecta El Volcán- San Luis, la Autopista El Saladillo que conecta El Volcán- Merlo antigua ruta provincial 20) y el acceso de la avenida Juan Pascual Pringles que une El Volcán- El Trapiche (antigua ruta 9).

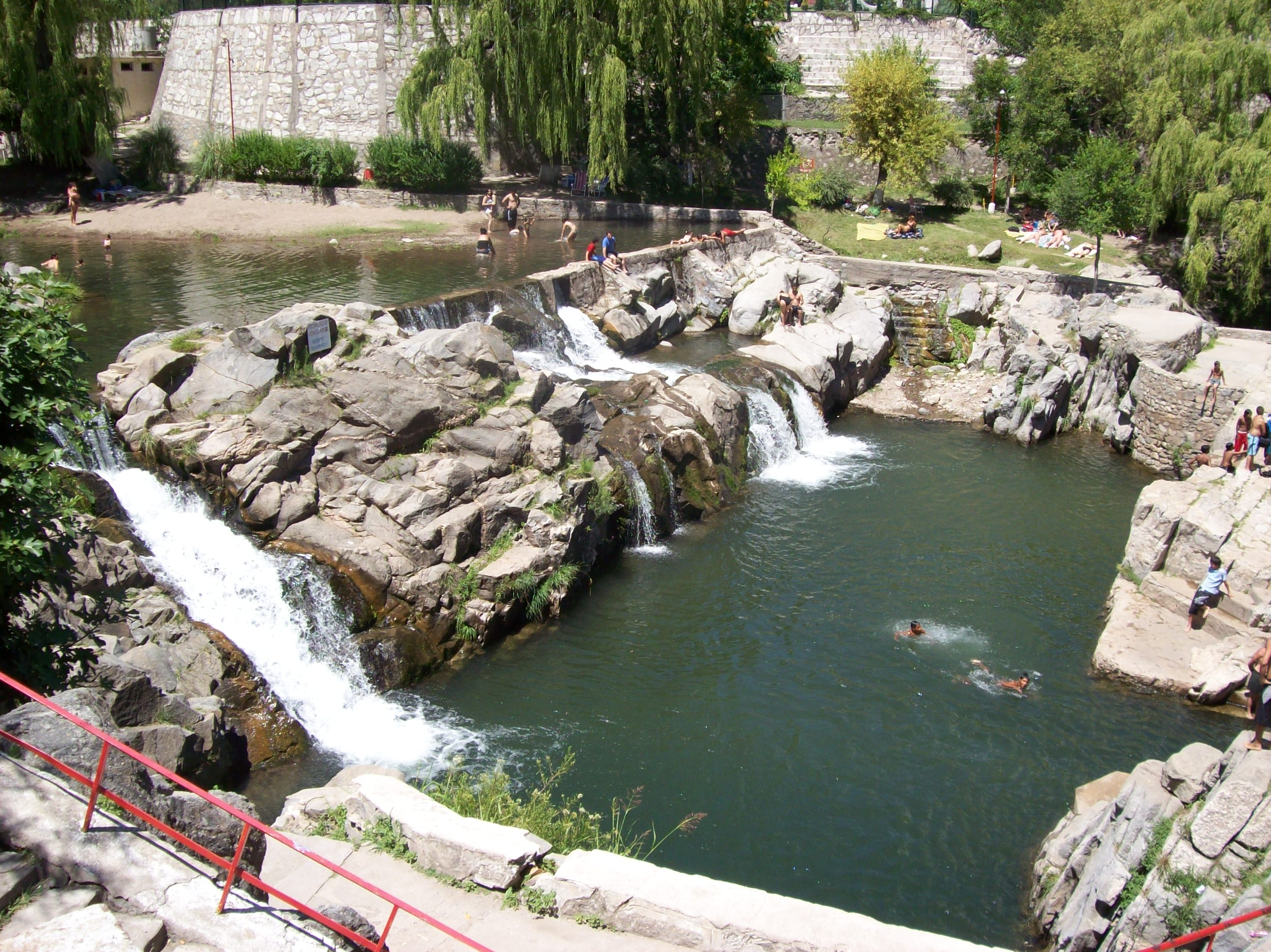
Balneario La Hoya: uno de los destinos turísticos más emblemáticos de la provincia, reconocido por su impresionante belleza natural.

Bicisendas y Ciclovías: El Volcán junto con la provincia es uno de los lugares que presenta buenos accesos para movilizarse en bici. El los últimos años se llevó a cabo la construcción de bicisendas que recorren casi la totalidad de la localidad y en las arterias más importantes de accesos como bicisendas compartidas. También se suelen realizar en la localidad el Tour de San Luis, el Tour Femenino de San Luis y el Duatlón "Volcán, Agua y Sierras"."Es importante destacar que estos eventos dependen en gran medida del gobierno de turno y del presupuesto asignado a nivel provincial o local."

## Turismo
Balnearios La Hoya, Salto Colorado y Salto El Osito: Ofrecen cascadas y pozas naturales, ideal para quienes buscan contacto con la naturaleza y aventuras al aire libre.
Complejos El Badén, Los Puquios y Costanera del Río Volcán: Conocidos por sus aguas cálidas y zonas de picnic, son espacios recreativos sobretodo familiar y accesible para pasar el día.
Circuito Serrano de Los Tres Diques: Es un circuito único que conecta a la localidad con los Diques La Estrechura, Cruz de Piedra y Potrero de Los Funes, combinando caminatas, miradores y diversión al aire libre. 
Cuevas Naturales de El Salto Colorado: Constituyen una formación geológica destacada en la localidad de El Volcán. Se caracterizan por sus rocas de tonalidad rojiza y cavidades interconectadas. Diversas tradiciones sostienen que fueron utilizadas por los pueblos originarios como refugio y espacio ceremonial sagrado, interpretación que habría dado lugar al nombre de la localidad al asociarse con un volcán extinguido.
Esculturas: Madre Teresa de Calcuta (Rotonda Balneario La Hoya, Virgen de la Guardia (Rotonda central en la intersección Av. Pringles y Au. Saladillo), Monumentos a Las Madres (frente Plaza El Zorzal). Tour el Porvenir (Au. Los Puquios). Piedras Intervenidas Artísticamente (Au. Los Puquios), La Gran Cruz (Cerro detrás de Parroquia Nuestras Señora de la Guardia).
Monumentos Tipográficos y Murales: Monumento tipográfico de Los Puquios (rotonda Au. Saladillo km 21), Monumento tipográfico de El Volcán (intercepción de la Av. Los Puquios y Au. El Saladillo), Monumento tipográfico El Volcán (ingreso cuesta el gato, sobre Av. Pringles, ex ruta provincial 20), Mural de El Búfalo Funes (Puente de intercepción de la Av. Los Puquios y Au. El Saladillo),  Mural y Monumento al Cabo Principal Fabricio Alcaraz y Los Tripulantes del ARA San Juan (Au. Saladillo km 20), Mural El Volcán (Au. El Saladillo km 20), Mural del Teatro Abierto Municipal (Complejo El badén). 

Hotel El Volcán: Construido en 1934, fue el hotel más lujoso de San Luis, de estilo inglés y referente turístico regional.

Lugares Históricos: Hotel El Volcán, Edificio Municipalidad de El Volcán, Ex Hotel Villa Andrea, el Monolito (división de caminos a Potrero de Los Funes y Estancia Grande, La Casa Rosada (Av. Pringles km 18).
Museo Familiar del Cabo Principal Fabricio Alcaraz: Es un espacio creado en honor a Fabricio Alcaraz Coria, un cabo principal de la Armada Argentina que falleció en servicio durante el hundimiento del submarino ARA San Juan, se ubicada en la casa familiar de Alcaraz, exhibe objetos personales y recuerdos relacionados con su vida y su experiencia
Trekking y Senderismo: La localidad forma parte del Circuito turístico de las Serranías Puntanas, ideal para combinar paisaje de con valles, ríos y arroyos, pero también tiene una parte llana (Paraje Cuatros Esquinas). Algunos recorridos suelen ser los miradores como el Mirador El Volcán con vista panorámica al  Dique Cruz de Piedra (se ingresa por camino de tierra a inmediaciones de la Virgen de Lourdes sobre Av. Pringles km 17), Mirador de la Gran Cruz (se ingresa por camino a la Parroquia justo detrás del mismo, vista panorámica de la localidad). Senderismo al Dique La Estrechura (se ingresa por camino de la intersección de rotonda Av. Pringles y finalización de Au. Los Puquios, camino de tierra). Senderismo Paraje Los Puquios (se ingresa por rotonda de la Au. El Saladillo km 21, camino por partes asfaltado). Trekking Salto el Osito (se ingresa por camino de tierra a inmediaciones de la Virgen de Lourdes sobre Av. Pringles km 17, luego costeando el rio bajando el primer puente o por el camping ATE). Trekking Antiguo Camino El Volcán- Potrero de Los Funes (se ingresa por camino semi-asfaltado que costea a la Parroquia Nuestra Señora de la Guardia, por calle San Miguel Arcángel.  

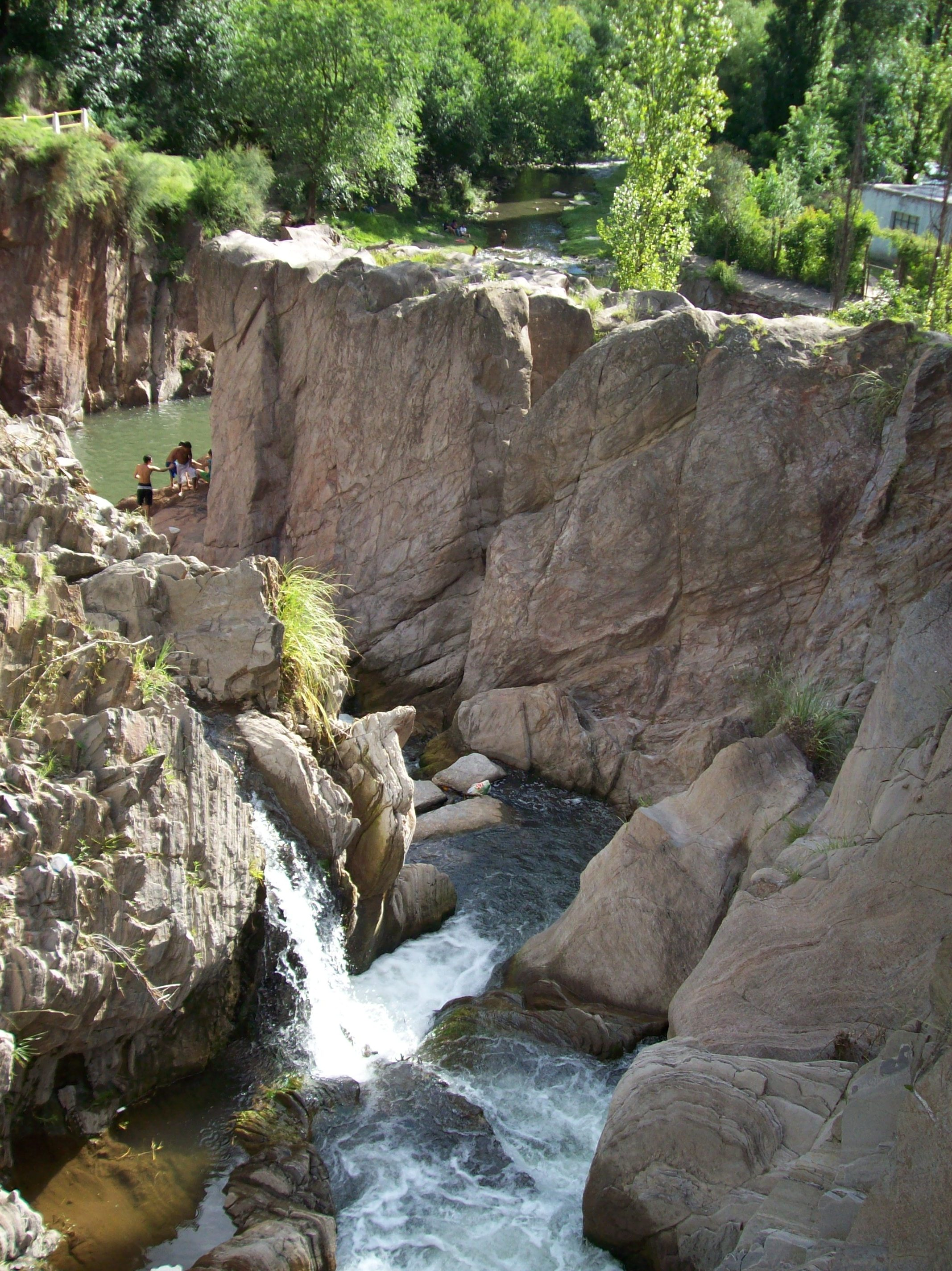
Balneario Salto Colorado: Según la tradición, allí pudo nacer el nombre que hoy distingue a la localidad: El Volcán

Bosque Nativo de Algarrobales: Es un ecosistema característico de regiones áridas y semiáridas sin alteraciones por el hombre, forma parte del patrimonio natural serrano, se encuentra a inmediaciones de El Paraje Los Puquios, todavía no está declarado como Reserva Natural y está bajo dominio privado, es importante solicitar autorización previa para su ingreso. La especie predominante es el Algarrobo blanco pero también pueden encontrarse algarrobo negro, chañar, tusca, jarilla, mistrol y quebracho. La fauna que se puede encontrar es típica serrana como aves cantarinas, zorros y pequeños mamíferos, lagartos y mariposas que viven entre los arroyos, bosques y pastizales.
Recorrido de los dos Ríos de El  Volcán: Ofrece al visitante comparar los ríos Volcán y Puquios, donde uno presenta aguas tranquilas y orillas suaves, perfectas para caminatas y picnic, mientras que el otro deslumbra con cascadas, rocas y barrancos, ideal para la aventura y la fotografía de paisajes serranos.”

## Dique La Estrechura
El 23 de mayo de 2013 fue construido un nuevo embalse de agua dulce en la localidad de El Volcán (donde confluyen los arroyos de Estancia Grande y El Durazno formando el Río Volcán), para dotar de agua a los pobladores como también fomentar el turismo de la zona.
Su nuevo ingreso es por la intersección de la autopista de Los Puquios y la avenida Juan Pascual Pringles (antigua ruta provincial 9) sobre la rotonda por un camino sinuoso. Es una reserva natural, poco concurrido por visitantes al no ser muy conocido por su reciente emplazamiento, aunque muchos aventureros cada vez se aminan más a conocerlo.

## Los Puquios
En estos últimos años, la localidad a crecido en su parte sur, sobre todo en el paraje o barrio de Los Puquios, debido a la construcción de las nuevas autopistas de El Saladillo y la Autopista Los Puquios, como también a tomado importancia el río de Los Puquios, donde ha aumentado su caudal en los últimos años con aguas cristalinas. 
Es la puerta de entrada a las sierras de San Luis, con paisajes naturales y conserva vegetación autóctona donde predominan los árboles algarrobos, El paraje es también conocido por su conexión con la naturaleza, la meditación, sus tambos ganaderos y la cría de caballos (haras).  

## Cuatro Esquinas
Es el último paraje de la localidad de El Volcán en su parte este y también del  departamento Juan Martin de Pueyrredón, limita con el departamento Coronel Pringles, al sur con el paraje La Cumbre, y al oeste con el paraje de Los Puquios.
Se encuentra aproximadamente a 4 km de la cabecera de la localidad sobre la Autopista El Saladillo (Ex ruta provincial 20) y la ruta provincial 30 y llega hasta la Autopista de Las Serranías Puntanas (Ex ruta nacional 7).
El paraje se destaca por ser el llano de la localidad de El Volcán, paisajes de cultivos y ganadería, habitado mayormente por gauchos y paisanos que se dedican a la actividad rural, tiene buenos accesos de caminos y asfaltados, algunos tramos están iluminados, también cuenta con un peaje sobre la Ruta provincial 30 y un puesto de control sobre la Autopista El Saladillo. 

## Los Cerrillos
Es un paraje poco habitado, dedicado mayormente a la agricultura y los tambos , sus ingresos son dificultosos por el momento, con caminos mayormente de tierra, el ingreso principal es cerca del balneario de Los Puquios o sobre la Autopista de las Serranías Puntanas. Muy concurrido por ciclistas de montaña. 

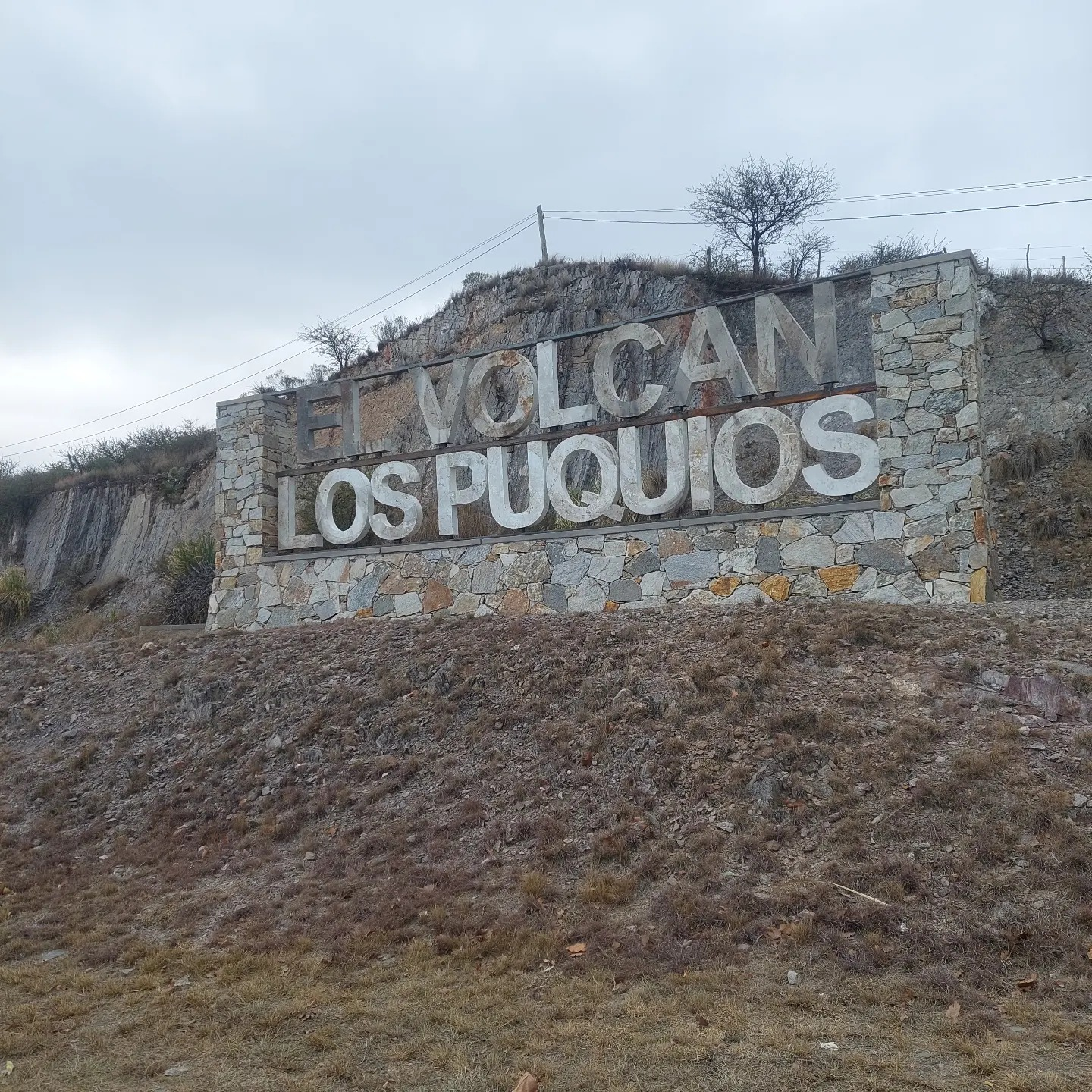
Monumento de Los Puquios: ubicado en la rotonda del km 21, sobre la autopista El Saladillo (antigua ruta provincial 20).

## Particularidades del Río Volcán
- El Río Volcán se alimenta de vertientes y manantiales que descienden de las sierras de San Luis.[39] Es uno de los ríos más importantes y particulares de la provincia de San Luis por los siguientes motivos:
- Es uno de los pocos ríos de Argentina y único en San Luis que fluye de este a oeste.[40]
- Es cuenca del ex Río Seco, ahora llamado cuenca del Río Chorrillero, que alimenta a la ciudad de San Luis y Juana Koslay.[41]
- Durante todo el año circula agua a pesar de las épocas de sequías porque nace de manantiales.[42]
- Las aguas son cristalinas y dulces, aptas para el consumo humano,[43] aunque recientemente vecinos se han mostrado preocupados por el aumento poblacional y la construcción de un nuevo dique[44] sobre la cuenca que nace el Rio Volcán.[45]
- Al ser un río que brota bajo la tierra y rocas, sus aguas son cálidas (en los días fríos puede verse vapor salir del agua, debido a las diferencias de temperatura con el ambiente).[46]
- Atraviesa todo El Volcán y es el causante del nacimiento y crecimiento de la localidad.[47]
- Se calcula que el Río Volcán tiene un caudal de 236 litros por minuto, fluyendo 339.849 litros por día (aprox.) que son aportados al Dique Cruz de Piedra.[48]

## Inmigración alemana
Muchos alemanes han decidido a través de la historia, como tantos otros, abandonar sus hogares maternos en busca de un mundo diferente, con nuevas propuestas para darles; quizás hasta un mundo mejor, que les brindase una mejor situación económica o mayor seguridad. La localidad de El Volcán cuenta con pequeños asentamientos de alemanes y descendientes que conviven armónicamente con la gente del lugar. Es común ver en El volcán flamear la bandera argentina junto con la bandera alemana.

## Parroquias de la Iglesia católica en El Volcán
| Diócesis de San Luis | El Volcán (San Luis)         | Fecha de fundación    | Obispado                          |
| -------------------- | ---------------------------- | --------------------- | --------------------------------- |
| Parroquia            | Nuestra Señora de la Guardia | 29 de agosto de 1944  | Monseñor Pedro Dionisio Tibiletti |
| Seminario            | San Miguel Arcangel          | 11 de febrero de 1984 | Monseñor Juan Rodolfo Laise       |
| Capilla              | Sagrado Corazón de Jesús     | 3 de junio de 2006    | Monseñor Jorge Luis Lona          |

### Parroquia Nuestra Señora de la Guardia
En enero de 1941, el inmigrante italiano Alfredo Picca, quien había sobrevivido a un accidente de caballo, prometió construir una capilla en agradecimiento a la Virgen de la Guardia. Para ello, adquirió un terreno donado por la familia Mollo en El Volcán. La construcción comenzó ese mismo año y en 1944, durante un 29 de agosto, justamente para coincidir con el día de la festividad litúrgica de la Virgen de la Guardia fue inaugurada oficialmente la capilla.
La devoción a la Virgen de la Guardia, se vincula directamente con la fuerte presencia de inmigrantes italianos, sobre todo ligures, que llegaron a la zona a fines del siglo XIX y principios del XX. En Liguria (Italia), la Madonna della Guardia es una advocación muy venerada, con santuario principal en Génova. Los inmigrantes trajeron consigo esta devoción y comenzaron a rendirle culto en la localidad, primero de manera privada y luego en celebraciones comunitarias. Con el tiempo, la imagen y la fiesta de la Virgen fueron ganando centralidad en la vida religiosa del pueblo y el 29 de agosto pasó a ser el día patronal de El Volcán, en el que se organizan procesiones, misas y actividades de fiesta comunitaria, convirtiéndose en un símbolo identitario del pueblo y su historia inmigrantes. En 1979 se la elevó a la categoría de Parroquia.

#### Historia Virgen de La Guardia:
Un humilde pastor llamado Benedicto Pareto cuidaba su rebaño un 29 de agosto de 1490 en lo alto del Monte Figogna de Génova, Italia, cuando repentinamente se le apareció la Madre de Dios para ordenarle que le construyera un santuario sobre el monte. Y al decirlo extendió su mano señalando el lugar.
Al ver que hablaba con la mismísima Madre del Redentor, Benedicto cayó de rodillas diciéndole que con lo pobre que era, le resultaría imposible concretar el pedido.
“No temas- le dijo la Virgen- pues recibirás toda mi ayuda."

### Seminario Mayor San Miguel Arcángel
Tras la elevación de la Capilla Nuestra Señora de la Guardia a Parroquia en 1979, nació la idea de crear un Seminario Diocesano para jóvenes con vocación sacerdotal. Al principio, el seminario funcionó en la ciudad de San Luis, pero pronto se mudó a El Volcán, un lugar ideal por su clima tranquilo, la cercanía a la Parroquia Nuestra Señora de la Guardia y el contacto con la naturaleza. En 1982, seminaristas y formadores de distintas regiones del país se trasladaron al nuevo edificio.
El Seminario Mayor fue inaugurado oficialmente el 11 de febrero de 1984 por Mons. Juan Rodolfo Laise, obispo de San Luis, quien eligió El Volcán como sede y le dio el nombre de San Miguel Arcángel, poniendo la institución bajo la protección de la Virgen María. Este nombre no fue solo una elección devocional, sino que refleja el carácter formativo, disciplinado y firme que se buscaba para el seminario.
En la tradición católica, San Miguel Arcángel es más que un protector; es un guía espiritual para quienes se preparan para el sacerdocio, un ejemplo de valentía y fidelidad a Dios. Con el tiempo, el seminario se convirtió en un referente no solo de formación académica, sino también de encuentro espiritual. Allí, cada año, se realizaban convivencias, retiros y actividades para jóvenes

## Capilla Sagrado Corazón de Jesús
La Capilla Sagrado Corazón de Jesús fue inaugurada el 3 de junio de 2006 como un refugio espiritual para una comunidad que no contaba con un templo cercano. Es un lugar donde cada persona puede sentir el abrazo amoroso de Jesús y encontrar la fortaleza para enfrentar la vida. Su creación respondió a la necesidad de un espacio de oración y encuentro accesible para los fieles de esa zona.
El nombre Sagrado Corazón de Jesús representa una devoción fundamental en la Iglesia Católica, simbolizando el amor misericordioso y el sacrificio de Cristo por la humanidad. Esta advocación inspira a los fieles a vivir en comunión con el amor divino y a entregarse plenamente.

## Educación
En el Volcán hay varios establecimientos educativos que cubren distintos niveles de enseñanza: inicial, primaria, secundaria y técnica, aunque la cifra exacta puede variar por aperturas o cierres, generalmente se registran alrededor de 10 a 12 centros educativos activos:

### Jardines de infantes
- Jardín de infantes "Instituto Horizonte"[69]
- Jardín de infantes "Centro Educativo Nº 6 “Subsecretario Carlos Sadoc San Martín” (El 24 de noviembre de 2021 cambió su nombre a "Cabo Primero Fabricio Alcaraz, mediante decreto de el exgobernador Alberto Rodríguez Saá, en memoria de un exalumno que fallece en el hundimiento del Submarino ARA San Juan).[70]
- Jardín de infantes Escuela Nº 28 "Cabildo Abierto 22 de Mayo" (Sede rural paraje Los Puquios)[71]

### Escuelas primarias públicas y privadas
- Escuela "Generativa Horizonte"[72]
- Centro Educativo Nº 6 “Cabo Primero Fabricio Alcaraz" (exsubsecretario Carlos Sadoc San Martín).[73]
- Escuela N.º 28 "Cabildo Abierto 22 de Mayo" (Sede rural paraje Los Puquios)[74]

### Institutos de educación secundaria y escuelas técnicas
- Escuela "Generativa Horizonte"[75]
- Centro Educativo Nº 6 “Cabo Primero Fabricio Alcaraz" [76]
- Escuela N.º 28 "Cabildo Abierto 22 de Mayo" (Sede rural paraje Los Puquios).[77]
- Escuela Pública Digital de Adultos N.º 16[78]

## Clubes Deportivos
En la localidad de El Volcán, existen al menos dos clubes deportivos activos que participan en competencias regionales que cuentan con instalaciones deportivas gestionadas por la Secretaría de Estado de Deporte de la Provincia de San Luis, como natatorios y una pista de atletismo.
- Club Juventud El Volcán: Fundado el 22 de mayo de 1975, este club compite en la Liga Sanluiseña de Fútbol, específicamente en la Primera “B” Puntana, en la Zona A.[80]
- Com-Box El Volcán: Fundado el 12 de enero de 2017, este club también participa en la Liga Sanluiseña de Fútbol, en la Primera “B” Puntana, en la Zona A . Además del fútbol, ofrece disciplinas como vóley y boxeo.[81]

## Clima
En general es húmedo con una temperatura media anual de 17 °C, media invernal de 8 °C y estival de 24 °C. Las lluvias disminuyen de este a oeste y se dan principalmente en verano, entre los meses de octubre y marzo. En invierno son casi nulas y pueden llegar a precipitar en forma de nieve sobre las sierras por encima de los 1000 m s. n. m.
En la zona serrana el bioma es árido de sierras y campos, aunque en las laderas orientales de las sierras se desarrolla el bioma templado serrano, más húmedo que el anterior, ya que la falda de la sierra se comporta como frente de condensación para el viento del Atlántico.
Por su cercanía a la zona de valle de Conlara se da un microclima muy especial, caracterizado por la natural alta ionización negativa del aire, con una alto contenido de ozono con efectos muy benéficos para la salud.

## Flora y Fauna
El Volcán, se encuentra ubicado en un cordón serrano perteneciente a las región de las Sierras Pampeanas (compartidas entre las provincias de San Luis, Córdoba,La Rioja, Catamarca, parte de San Juan, Tucumán y Santiago de Estero), caracterizadas por sierras de altura moderada y relieve ondulado
La región presenta una fauna diversa a pesar de su aridez, con mamíferos como puma, gato montés, zorro gris, marmota y jabalí. La mara también está presente, mientras que el venado ha disminuido. La avifauna incluye tero, cardenal amarillo, ñandú, halconcito gris y cóndor andino, entre otras especies. Los anfibios y reptiles, como lagartijas y la boa de las vizcacheras, se distribuyen de manera limitada. Las aves y peces acuáticos destacan en los cuerpos de agua, incluyendo flamenco, pejerrey, trucha y perca criolla.
La vegetación combina jarillares y retamas en áreas áridas, gramíneas y matorrales en suelos arenosos, y especies arbóreas como quebrachos, algarrobos, chañares y molles en las sierras más húmedas.